# مات ريبى
مات ريبى (بالإنجليزية: Matt Rippy)‏ هو ممثل أمريكي، ولد في 26 يناير 1968 بهيوستن في الولايات المتحدة.

## أعمال

### أفلام
- (2009) بوغي مان 3
- (2016) قصة من حرب النجوم[2]

## وصلات خارجية
- مات ريبى على موقع IMDb (الإنجليزية)
- مات ريبى على موقع قاعدة بيانات الفيلم (الإنجليزية)